# Peter Štefančič
Peter Štefančič (ur. 3 marca 1947 w Kranju) – jugosłowiański skoczek narciarski, dwukrotny reprezentant Jugosławii na zimowych igrzyskach olimpijskich, w latach 1969–1973 rekordzista Jugosławii w długości skoku narciarskiego.
Uczestniczył w dwóch zimowych igrzyskach olimpijskich. W 1968 w Grenoble zajął 38. miejsce w konkursie skoków na obiekcie dużym. Na kolejnych igrzyskach, w 1972 w Sapporo uplasował się na 48. miejscu w konkursie na skoczni dużej oraz na 10. miejscu na skoczni normalnej. Po pierwszej serii konkursu na obiekcie normalnym zajmował 21. miejsce, jednak w serii finałowej, dzięki skokowi na 77,5 metra zajął piąte miejsce ex aequo z Kobą Cakadze. W efekcie, po zsumowaniu not z obu serii, zajął 10. miejsce w klasyfikacji łącznej.
W latach 1968–1976 brał udział w konkursach zaliczanych do Turnieju Czterech Skoczni. Najwyższe miejsce zajął 7 stycznia 1968 w Bischofshofen, gdzie był 25.
W 1969 na skoczni w Planicy ustanowił ówczesny rekord Jugosławii w długości skoku narciarskiego. Skoczył 147 metrów, co było rezultatem o sześć metrów lepszym od dotychczasowego rekordu Jože Šlibara. W tym samym roku w Planicy Štefančič pobił swój rekord o dodatkowe trzy metry. Jego wynik był rekordem Jugosławii do 1973, kiedy to poprawił go Marjan Mesec.
28 marca 1971 na normalnej skoczni w Planicy Peter Štefančič zajął trzecie miejsce w 5. Memoriale Janeza Poldy, przegrywając wówczas z Hansem-Georgiem Aschenbachem i Walterem Steinerem.
W 1972 w Planicy zajął dziesiąte miejsce w zawodach o mistrzostwo świata w lotach narciarskich.